# Îles du Frioul
Pour les articles homonymes, voir Frioul (homonymie).
Les îles du Frioul (en provençal Frieu) sont un archipel français situé à environ 1,5 km au large de la pointe d'Endoume, à Marseille. L'archipel est composé de quatre îles principales (Pomègues, Ratonneau, l'Île d'If et Tiboulen du Frioul), l'ensemble atteignant 200 ha. Les Îles représentent un des 111 quartiers de Marseille , rattaché au 7e arrondissement.

## Toponymie
Le mot provençal Frieu, désigne un passage maritime entre deux îles. Dans l'archipel, il désigne donc le bras de mer séparant les deux îles de Pomègues et Ratonneau qui, par extension, a donné son nom à l'ensemble des îles. Il dérive du latin fretum et n'a aucun lien étymologique avec la province homonyme du Frioul en Italie dont le nom dérive du latin Forum Iulii (tout comme la ville de Fréjus).
Jusqu'en 1921, la graphie usuelle de ce toponyme sur les cartes était Friou, correspondant à une prononciation [friju] ou [frijew].

## L'archipel
Le Frioul est constitué de quatre îles :
- Pomègues au sud-ouest : 2,5 km de long, 500 m de large, 89 m d'altitude au maximum, le pylône y culminant à 124 m ;
- Ratonneau au nord-est : 2,6 km de long, 600 m de large, culminant à 76 m ;
- If, à l'est des deux îles principales et sur laquelle est bâtie l'ancienne prison du château d'If ; cette forteresse aurait abrité Edmond Dantès, le héros imaginaire du roman Le Comte de Monte Cristo d'Alexandre Dumas ;
- l'îlot Tiboulen du Frioul à l'ouest de Ratonneau[4].

Les îles Pomègues et Ratonneau sont reliées par la digue Berry, construite en 1822 sous Louis XVIII. Elle a été nommée ainsi en hommage au duc de Berry, assassiné par Louis Pierre Louvel en 1820. Cette digue a transformé une zone de mouillage forain, utilisée depuis les Romains en port véritable.
Un service de navettes relie le Vieux-Port (Quai de la Fraternité ex-Quai des Belges) aux îles. Le port du Frioul est séparé du Vieux-Port par une distance de 5,9 km (3,2 milles marins). L'Île d'If, elle, en est distante de 4,4 km (2,35 milles marin).
Les gestionnaires principaux sont la ville de Marseille et le Conservatoire d'espaces naturels de Provence-Alpes-Côte d’Azur.

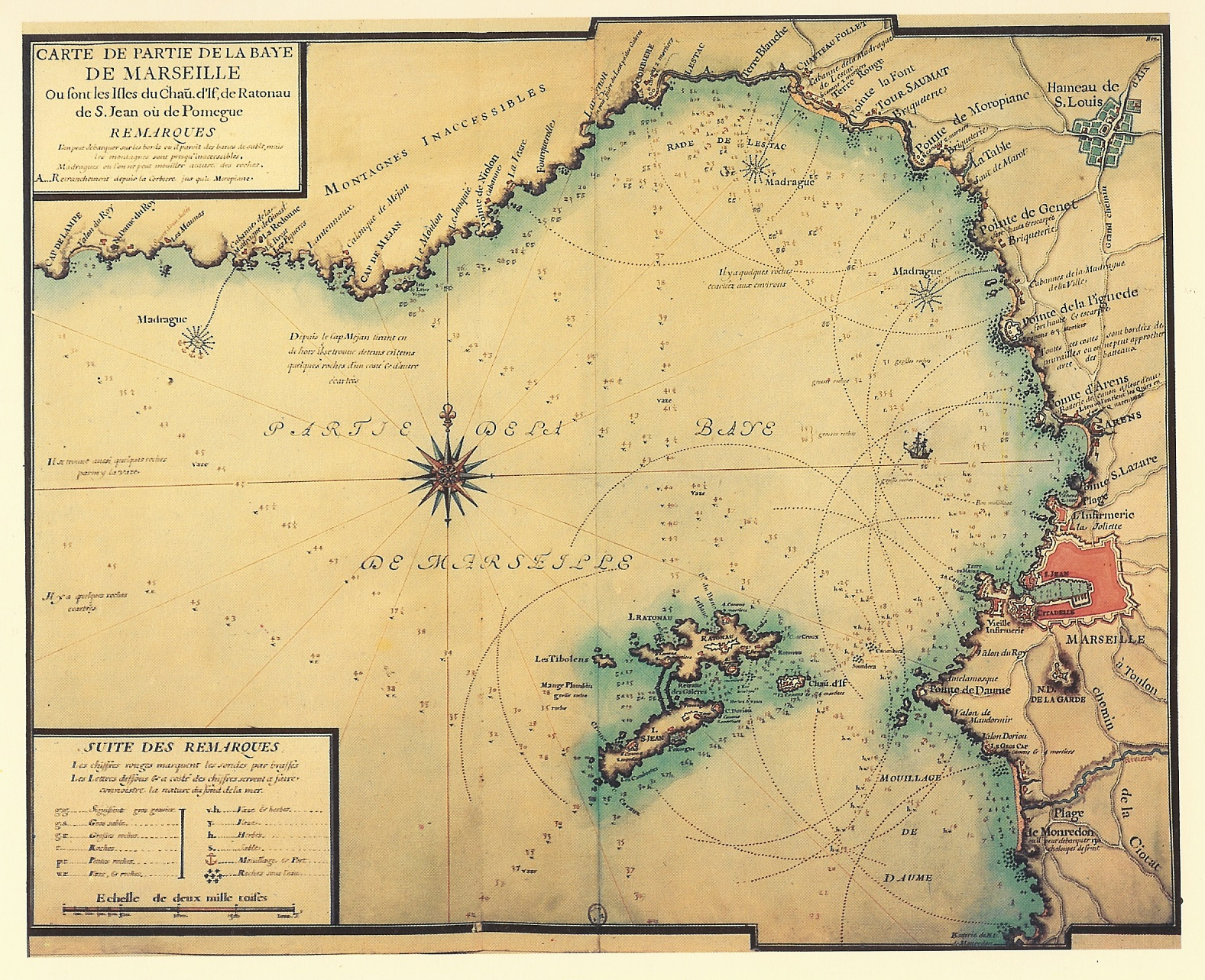
La baie de Marseille et l'archipel du Frioul - carte du XVIIIe siècle.

## Histoire du Frioul

### Une histoire essentiellement militaire
Ces îles, du fait de leur position stratégique en rade de Marseille, en ont constitué pendant longtemps les défenses avancées : chaque éminence porte un fort militaire, et les batteries, tranchées, postes d'observations, parsèment l'ensemble de l'archipel. Dès Henri IV, un fort très important couronne l'île Ratonneau, actuellement totalement enfoui sous les reconstructions successives. Puis c'est l'île d'If qui est fortifiée et, sous Louis XIV, les fortifications sont étendues à l'ensemble de l'archipel par Vauban. D'autres constructions militaires sont édifiées sous Napoléon.
Sous la Troisième République avec le système Séré de Rivières, la majorité des fortifications de l'archipel sont reprises ou édifiées : les forts de Ratonneau et celui de Pomègues, le fort du Brégantin, la tour de Pomègues, les batteries du cap de Croix, du cap Caveaux, etc. Ces fortifications édifiées entre 1860 et 1900 donnent à l'archipel son paysage actuel. En 1902, l'armée édifie le dernier bâtiment militaire, le sémaphore de Pomègues, qui veille sur la rade pendant 90 ans.
Pendant la Première Guerre mondiale, des ballons d'observations sont stationnés avant d'être transférés à Gémenos, au quartier des Paluds, en 1923.
Au cours de la Seconde Guerre mondiale, et notamment lors de la libération de Marseille, le Frioul connait le feu des armes. L'occupation allemande investit les fortifications de l'île, et les modifie ou complète par la construction de batteries nouvelles, de redoutes, toujours clairement identifiables à ce jour par leur construction en béton armé, dont les batteries de marine du cap Caveau sont un exemple impressionnant. Ces travaux sont menés par le Service du travail obligatoire, pour lequel nombre de Marseillais sont réquisitionnés par les Allemands. Les Alliés s'emploient à bombarder massivement l'archipel, inhabité mais lourdement fortifié, pour détruire ces défenses avancées qui leur entravent l'accès à la ville. Au XXIe siècle encore, malgré la végétation sauvage qui a repoussé, les photos aériennes montrent un sol lunaire parsemé de cratères de bombes, surtout à Ratonneau.
Après la guerre, les îles du Frioul restent terrain militaire. En 1959, un hangar, toujours visible, est construit pour abriter les filets anti-sous-marins destinés à être mouillés devant la rade et le port, installés par la marine sur l'archipel à partir de 1928. Une rampe de mise à l'eau est édifiée sur le quai de Pomègues au sud du plan d'eau.
Dans les années 1950 et 1960, jusqu'à quatre escorteurs d'escadre et quatre chasseurs de mines de 1 500 tonnes peuvent être simultanément à quai.
L'archipel reste propriété de la Défense nationale et interdit au public jusqu'en 1975, année où le maire Gaston Defferre obtient du ministère de la Défense l'autorisation de transformer la rade militaire déclassée en port de plaisance, bordé d'un noyau urbain de 450 logements, quelques commerces et d'une caserne de pompiers. Un service de navettes maritimes est créé à cette occasion, pour permettre à ces habitants de vivre. Le reste des îles a été cédé à la commune de Marseille par le ministère de la Défense à partir de 1995.

### Terre d'immigration
Lors de la peste de Marseille au XVIIIe siècle, les îles Ratonneau et Pomègues ont servi de lieu de quarantaine.
Pour l'accueil des réfugiés arméniens, dans les années 1920, les autorités installent un centre de tri sanitaire sur les îles.

### Camp d'internement
Pendant la Première Guerre Mondiale, des alsaciens, des lorrains et des allemands sont internés sur les îles,,,.

## Un quartier
Le Frioul est un quartier de Marseille, administrativement rattaché au 7e arrondissement et au 1er secteur sous le nom ″Les Îles″. Celles-ci sont toutes sans voitures et même le vélo y est admis sous contrainte. On y trouve un port de plaisance de plus de 600 places, bordé de constructions bétonnées des années 1970, avec des commerces en rez de chaussée longeant le port et des habitations au-dessus.
Environ une centaine d'habitants vivent à l'année sur ces îles, enfants, adultes ou retraités, ainsi que des plaisanciers vivant sur leurs bateaux. Près de 650 m2 de jardins partagés, divisés en 13 parcelles, sont travaillés ici depuis 2004.
Le Frioul abrite également un centre de vacances de la Fédération Léo-Lagrange, une caserne de marins-pompiers, l'une des stations du service du pilotage de Marseille-Fos, et une ferme marine bio, installée dans l'ancien port de quarantaine de Pomègues, probablement la seule activité économique de production du quartier.
Les services publics sont peu présents : en l'absence de police, d'école, de médecin, les habitants doivent se rendre quotidiennement en ville pour ces besoins. Cet état de fait, et une desserte maritime contestée, créent un certain ressentiment des insulaires à l'égard de leur cité-mère.
Des projets de doublement du port, ainsi que de bâtis complémentaires à but touristique, sont régulièrement évoqués par la Communauté urbaine.

### Festival MIMI
Jusqu'en 2017, le festival-atelier musical MIMI avait lieu chaque été dans la cour de l’ancien hôpital Caroline. Ce festival était organisé par l'Association d’Aide aux Musiques Innovatrices, centre de développement des musiques actuelles, installée à la friche la Belle de Mai.

### Micronations

#### La République libre du Frioul
| La République libre du Frioul                         |                                                                    |
| La République libre du Frioul (1997 à 2001)           |                                                                    |
| Drapeau de La République libre du Frioul(1997 à 2001) |                                                                    |
| Administration                                        |                                                                    |
| Pays                                                  | France                                                             |
| Territoire revendiqué                                 | Le Fort de Brigantin et Paris                                      |
| Statut politique                                      | Micronation                                                        |
| Gouvernement                                          | République                                                         |
| Président à vie Mandat                                | Egrégore le Virtuel 1997-2001                                      |
| Ministre convoyeur du verbe Mandat                    | Jean-Claude Mayo 1997-2001                                         |
| Démographie                                           |                                                                    |
| Population                                            | 0 hab. (1997-2001)                                                 |
| Langue(s)                                             | Français                                                           |
| Géographie                                            |                                                                    |
| Coordonnées                                           | 43° 16′ 32″ nord, 5° 18′ 24″ est                                   |
| Divers                                                |                                                                    |
| Monnaie                                               | Polymonnaie                                                        |
| Devise                                                | « Car dans notre société, on n'a jamais le droit de faire le con » |
|                                                       |                                                                    |
| modifier                                              |                                                                    |

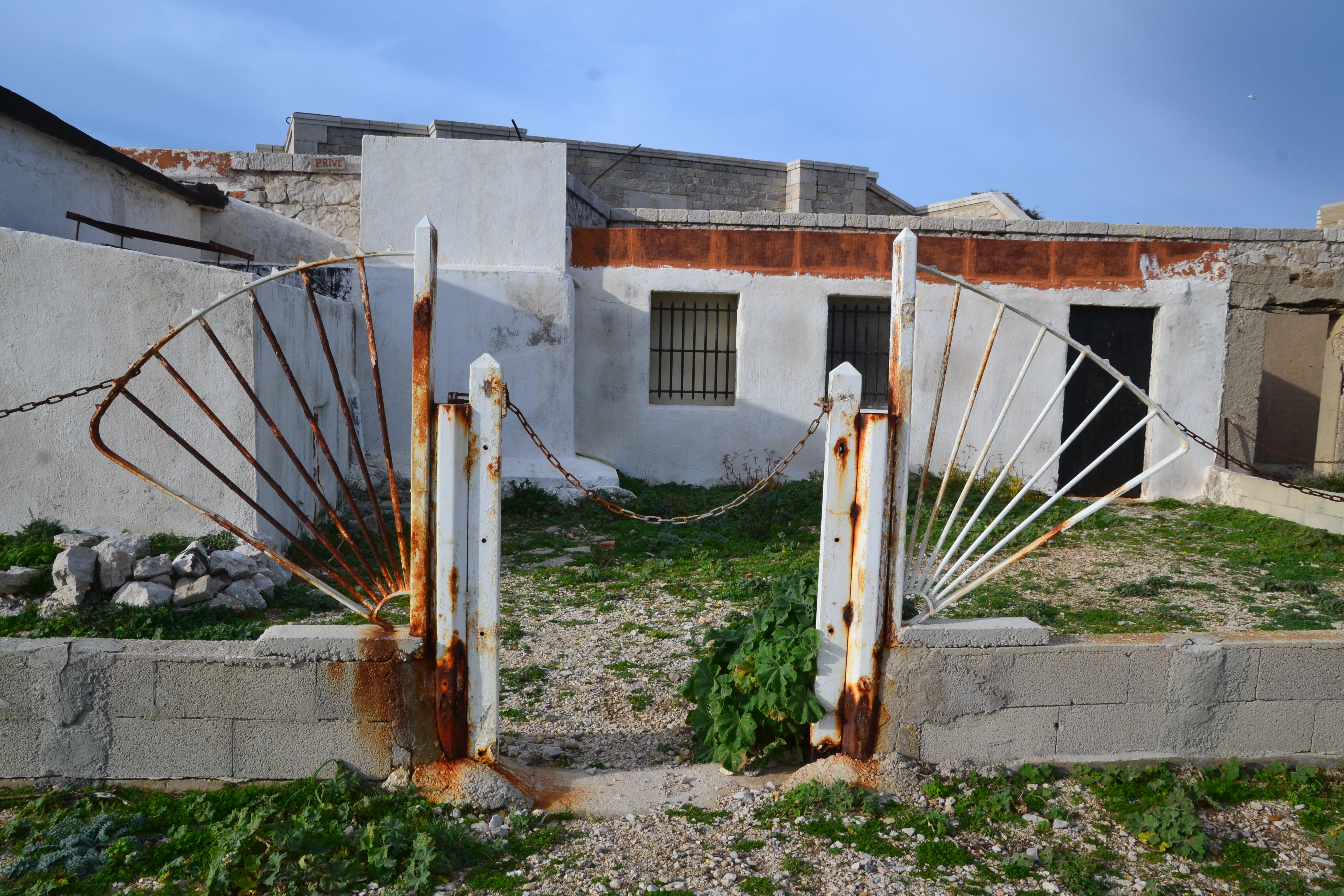
Restes du Fort de Brigantin en 2019.

Le 1er juillet 1997, Jean-Claude Mayo, propriétaire du fort de Brigantin, sur l'île de Ratonneau, et quelques amis décident de fonder la République libre du Frioul, une galéjade qui n'existe plus depuis 2001, car « dans notre société, on n'a jamais le droit de faire le con ». Le président, nommé à vie, est Egrégore le Virtuel, tandis que Jean-Claude Mayo en devient le ministre « convoyeur du verbe ». La petite république édite sa propre monnaie, une polymonnaie dont le nom change suivant sa valeur, qui n'a cours légal que dans la république. Elle fait également une demande officielle pour entrer à l'ONU.
Le 26 novembre 1998, dans un courrier envoyé à Jean Tiberi, alors maire de la capitale française, la micronation déclare annexer Paris, tout en annonçant le lancement de sa propre monnaie.
Les billets de banque :
- Le 3X+net, à l'effigie d'Orianne Garcia et Florian Gazan[17]
- Le 10 kaheff$[15]
- Le 20 billets, à l'effigie de Virginie de la Chaise[18]
- Le 42/12 hors taxes, à l'effigie de Jean-Claude Mayo[19]
- Le 100 balles, à l'effigie de Jean Amadou[20]
- Le 500 pascals, à l'effigie de Pascal Morabito[21]
- Le 20000 lieues, à l'effigie de Jacques Rougerie[22]
- Le 01001111010001000111101011 binaire (d'une valeur de 20 779 499 polymonnaies), à l'effigie de Bernard Werber[23]

#### La République du Frioul
| La République du Frioul                        |                                                |
| La République du Frioul (Depuis 2011)          |                                                |
| Administration                                 |                                                |
| Pays                                           | France                                         |
| Territoire revendiqué                          | Les îles du Frioul                             |
| Statut politique                               | Micronation                                    |
| Gouvernement                                   | République                                     |
| Démographie                                    |                                                |
| Langue(s)                                      | Français                                       |
| Géographie                                     |                                                |
| Coordonnées                                    | 43° 16′ 32″ nord, 5° 18′ 24″ est               |
| Superficie                                     | 1,935 km2                                      |
| Divers                                         |                                                |
| Monnaie                                        | Paga                                           |
| Devise                                         | « Pour l'art et l'insolence, sans insolation » |
| Sources                                        |                                                |
| - Site officiel - Fête nationale : 1er juillet |                                                |
|                                                |                                                |
| modifier                                       |                                                |

La république du Frioul est créé le 23 décembre 2011.
Sa devise est : « Pour l'art et l'insolence, sans insolation »
Son hymne est « Au pople nostre » (À notre peuple). Un poème écrit en 1905 par Frédéric Mistral et mis en musique par Lhi Jari, un groupe de folk occitan venu du Piémont. L'hymne parle de l'importance de l'enracinement des peuples et de la désintégration des identités régionales.

Elle se dote de son drapeau, son blason, son timbre local et avec la poste française, d'une monnaie, le paga, de ministres, d'une constitution et d'un gouvernement.

## Environnement
Sur le plan géologique, l'archipel date de l'Urgonien. Semblable en cela aux calanques de Marseille et aux madragues de l'Estaque, il présente des falaises de calcaire blanc stratifié tombant dans la mer. Mais au Frioul, ce paysage a été  profondément remanié par l'homme, tant durant l'époque des grands travaux militaires que durant celle des constructions récentes. L'activité militaire a laissé en de nombreux endroits des bâtis éboulés, des gravats et une pollution métallique de munitions lourdes ou légères sur l'ensemble de l'archipel.
Sur le plan floristique, on retrouve toutes les espèces endémiques du littoral provençal, ainsi que quelques espèces rares et protégées, propres aux îles de Marseille.
La faune est essentiellement représentée par l'avifaune, en particulier par les oiseaux de mer dont certains sont rares et protégés, tel que le puffin de méditerranée (un seul couple nicheur). Les îles du Frioul sont un lieu privilégié de reproduction pour de nombreux gabians, et plusieurs chevêches d'athéna y nichent. Les grands mammifères en sont absents, mais des espèces introduites comme le lapin et le rat noir, ainsi que de nombreux chats harets y prospèrent. Des lézards siciliens (absents de France continentale) vivent dans les anfractuosités des murs et des remparts, notamment sur l'Île d'If. Cette Île abrite également une espèce de gekko, le phyllodactyle d'Europe, qui n'est présent ailleurs en France que sur les Îles d'Hyères et en Corse.
L'archipel est très sec car il y pleut moins qu'à Marseille. Le faible relief des îles et leur étendue déchiquetée expliquent cette pluviométrie déficitaire. Combinée aux vents souvent violents qui peuvent y souffler, cette situation particulière a permis le développement d'une végétation rare avec 13 espèces protégées au niveau national ou régional.
Ses paysages, et la très faible fréquentation humaine durant le XXe siècle, ont facilité la présence d'oiseaux de mer farouches, parmi les espèces animales qui occupent ce biotope aujourd'hui très remanié par l'homme.

### Natura 2000
L'archipel a été proposé par l'État français comme zone Natura 2000. Le site, en vertu de son patrimoine naturel exceptionnel, a été retenu par l'Europe pour intégrer ce réseau européen dont l'objectif est de concilier activités humaines et protection de la nature. Dans le cadre de cette démarche des réunions de concertation avec l'ensemble des usagers du site ont permis d'élaborer un plan d'action pour la préservation de cet espace naturel. Le parc national des calanques, qui a décidé d'un quota de visiteurs à la calanque de Sugiton, la plus touchée, réfléchit aussi à limiter la fréquentation sur les îles du Frioul à l'instar d'autres sites très fréquentés].

### Environnement
En 2002, dans un souci de préservation du patrimoine de l'archipel, la ville de Marseille crée, par délibération du conseil municipal, le parc maritime des Îles du Frioul (PMIF), sur le périmètre Natura 2000 et partage la gestion des espaces naturels avec le CEEP.
En 2012 est créé le parc national des Calanques, qui intègre les espaces naturels terrestres des îles de l’archipel qui sont ainsi classés en cœur de parc (la zone marine autour étant quant à elle classée en Aire maritime adjacente). Le parc est, avec la ville de Marseille, co-gestionnaire du site.

## Télécommunication
La situation géographique du Frioul (face à la deuxième ville de France) constitue un intérêt pour la radiodiffusion notamment. Au Fort de Pomègues, point culminant de l'archipel (89 m), est situé un pylône autostable de 66 mètres. La société TDF y diffuse plusieurs services de télécommunication : télévision numérique, radio FM (Radio France et Radio Soleil), et radio DAB+ (multiplex 5B constitué de 13 radios). Des relais de téléphonie mobile y sont également présents.

## Télévision
L'archipel du Frioul a fait l'objet de tournages pour la série Draculi & Gandolfi de Guillaume Sanjorge, avec la tour de Pomeguet en décors de fond,,,

## Galerie de photos

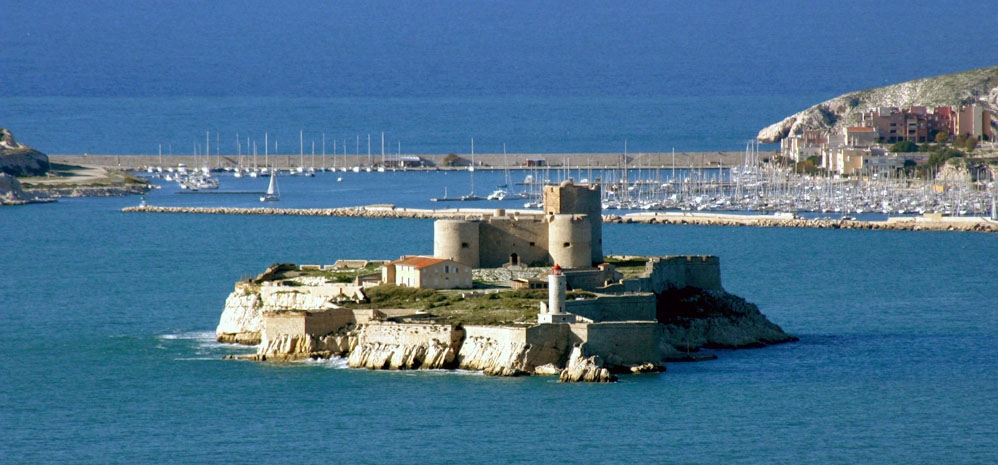
Le château d'If et son phare devant le port des îles Ratonneau et Pomègues. En fond du port, la digue de Berry faisant la jonction entre les deux îles.
Panorama de l'archipel du Frioul.
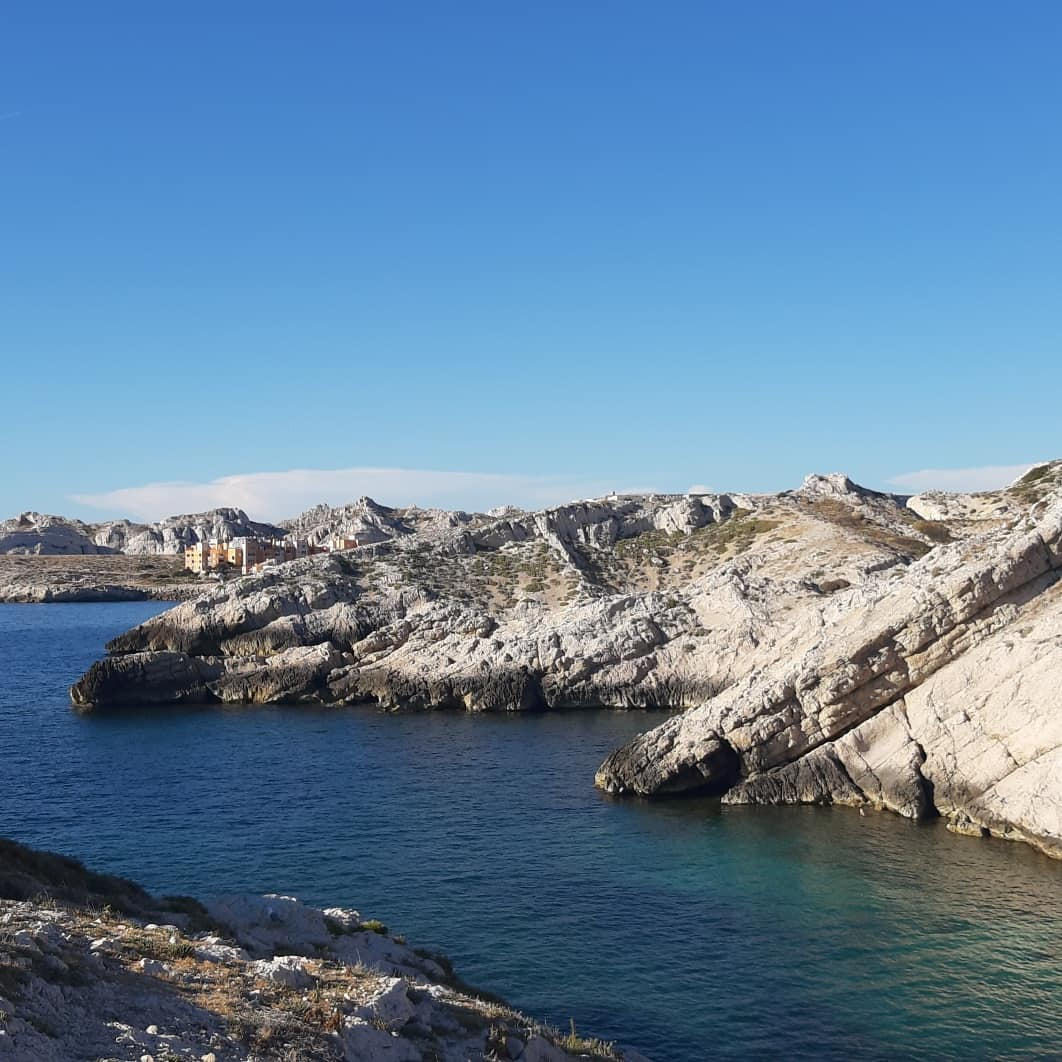
Vue du sol rocailleux du Frioul.
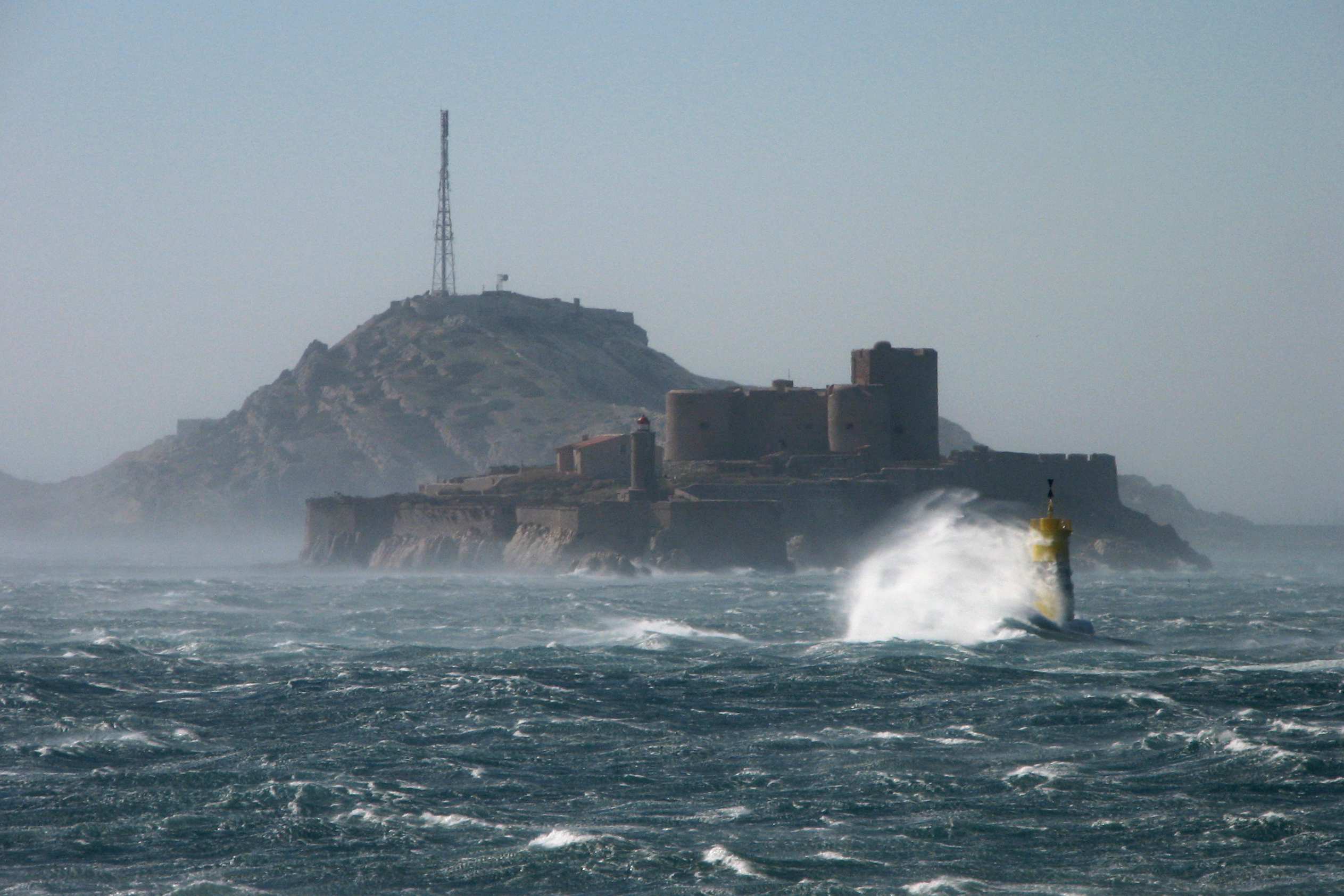
Mistral soufflant en tempête sur les îles du Frioul : au premier plan, le château d'If, devant l'île de Pomègues.
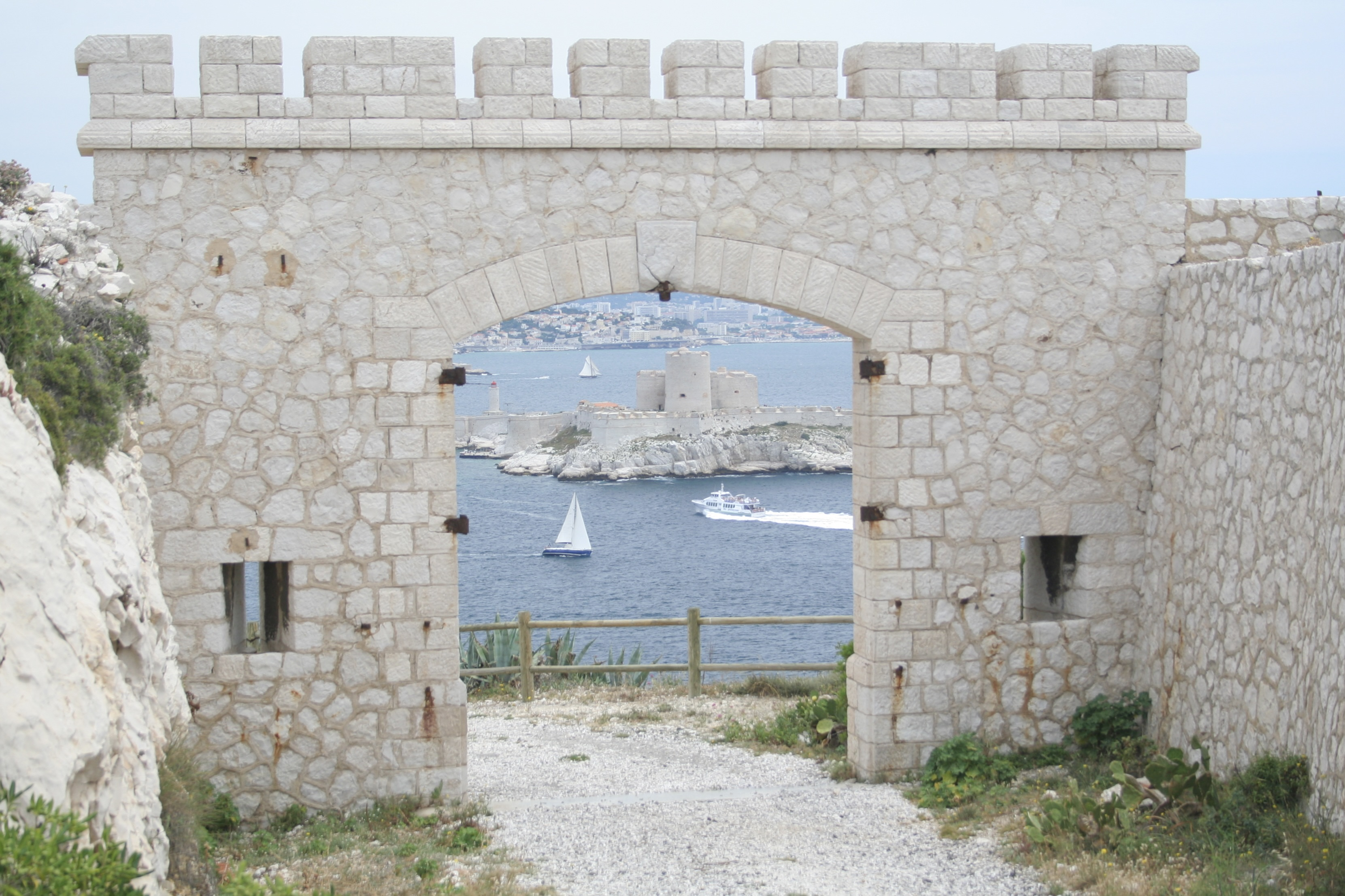
Entrée du fort de Ratonneau sur l'archipel du Frioul.